# If My Homie Calls
«If My Homie Calls» — второй сингл Тупака Шакура с его дебютного альбома 2Pacalypse Now. В начале девяностых годов, Тупак исполнял эту песню на шоу Yo! MTV Raps. Также на песню был снят видеоклип. Содержит семпл трека Mellow Man Ace — «Rhyme Fighter».

## Список композиций
1. «If My Homie Calls» — 4:18
2. «Brenda's Got a Baby» (radio mix) — 3:48
3. «If My Homie Calls» (instrumental) — 4:18
4. «Brenda's Got a Baby» (instrumental) — 3:53